# Arturo Benvenuti
Arturo Benvenuti (Oderzo, 18 settembre 1923 – Oderzo, 30 novembre 2020) è stato un pittore, poeta e fotografo italiano.

## Biografia
Di professione ragioniere e bancario, fu letterato e artista; amico del pittore Alberto Martini, per preservarne la memoria artistica fu il promotore della nascita, nel 1970 nella loro città, della Pinacoteca Civica Alberto Martini.
Tra le sue opere va ricordato K.Z., pubblicato la prima volta nel 1983 dalla Cassa di Risparmio della Marca Trivigiana e ristampato dalla casa editrice BeccoGiallo nel 2014, singolare raccolta di disegni realizzati da detenuti del campi di concentramento nazisti realizzata dopo una lunga ricerca attraverso l'Europa.
Morì il 30 novembre 2020 nella sua casa nel centro storico di Oderzo all'età di 97 anni..